# Sweetwater Mountains
De Sweetwater Mountains vormen een klein gebergte in het noorden van Mono County, in het oosten van de Amerikaanse staat Californië, tegen de grens met Nevada. Ten westen ervan loopt de West Walker River, ten zuidoosten de East Walker River. Ten oosten ervan liggen de Pine Grove Hills in Nevada; daartussen loopt Nevada State Route 338. Ten noordwesten van de Sweetwater Mountains ligt de Antelope Valley met daarin de dorpen Coleville, Topaz en Walker. Doorheen die vallei en ten westen en ten zuiden van de bergketen loopt U.S. Route 395.
Het gebergte ligt haast volledig in het Humboldt-Toiyabe National Forest. De bergen zijn alleen bereikbaar met een 4x4, te voet of met een muildier.

## Verlaten mijndorpen
Op de zuidoostelijke flank van Mount Patterson (3560 m), de hoogste berg, liggen twee spookstadjes, Belfort en Clinton. Dat waren mijndorpen ten tijde van de Californische goldrush. Er zijn nog andere verlaten mijnkampen in het gebergte, waaronder Boulder Flat, Montague Mine, Angelo Mission Mine, Kentuck Mine, Frederick Mine, Longstreet Mine, Lilly Mine, Deep Creek Mine en Tiger Mine.

## Geologie
De geologie van de Sweetwater Mountains wordt gekenmerkt door plutoniet omgeven door stollingsgesteente uit de Little Walker Caldera.